# Canale della Mona
Il canale della Mona è uno stretto che separa l'isola di Hispaniola da Porto Rico, e collega anche il Mar dei Caraibi con l'oceano Atlantico.

## Caratteristiche
Il canale, largo circa 130 chilometri (80 miglia nautiche), è uno dei passaggi più difficili di tutte le Antille, a causa della variabilità e della forza delle correnti e dei banchi di sabbia che si estendono anche a diversi chilometri da entrambe le coste.
A ovest bagna le coste della Repubblica Dominicana e a est quelle di Porto Rico, interessando, da nord a sud, i comuni di Aguadilla, Aguada, Rincón, Añasco, Mayagüez e Cabo Rojo.
Nel canale sorgono tre isole, tutte e tre appartenenti al territorio di Porto Rico:
- L'isola Mona, nei pressi del centro geografico del canale, la più estesa.
- L'isola Monito, cinque chilometri a nord-ovest dell'isola Mona, la più piccola delle tre.
- Desecheo, cinquanta chilometri a nord-est dell'isola Mona, a 21 chilometri dall'isola di Porto Rico.

## Sismicità
Il canale è stato l'epicentro del devastante sisma che ha colpito la parte occidentale di Porto Rico nel 1918. Insieme all'isola di Porto Rico è anche il sito di frequentissimi terremoti, quasi esclusivamente di limitata magnitudo.